# اوا بارتوسووا
اوا بارتوسووا (انگلیسی: Eva Bartoňová؛ زادهٔ ۱۷ اکتبر ۱۹۹۳) بازیکن فوتبال اهل جمهوری چک است.
از باشگاه‌هایی که در آن بازی کرده‌است می‌توان به باشگاه فوتبال زنان اینتر میلان اشاره کرد.
وی همچنین در تیم ملی فوتبال زنان جمهوری چک بازی کرده‌است.